# Till Kalsbach
Till Kalsbach (* 30. September 1935 in Wuppertal; † 4. Juli 1972) war ein deutscher Politiker der SPD.

## Ausbildung und Beruf
Till Kalsbach besuchte die Volksschule und das Gymnasium und legte das Abitur ab. Er belegte ein Studium der Rechts- und Staatswissenschaften. 1965 promovierte er zum Dr. jur. Ab 1965 arbeitete er als Rechtsanwalt und war ab 1970 Mitglied des Strafrechtsausschusses der Bundesrechtsanwaltskammer. Kalsbach wurde zum Wissenschaftlichen Assistenten am Kriminalwissenschaftlichen Institut der Universität zu Köln berufen.

## Politik
Till Kalsbach war ab 1964 Mitglied der SPD. Er fungierte als stellvertretender Vorsitzender der Arbeitsgemeinschaft Sozialdemokratischer Juristen (ASJ) in Wuppertal und ab 1968 war er Mitglied des Vorstandes und Pressesprecher des Unterbezirks Wuppertal. Von 1969 bis 1971 wirkte er als Stadtverordneter der Stadt Wuppertal.
Till Kalsbach war vom 26. Juli 1970 bis zu seinem Tode am 4. Juli 1972 direkt gewähltes Mitglied des 7. Landtages von Nordrhein-Westfalen für den Wahlkreis 059 Wuppertal IV.